# 免疫毒素
免疫毒素（めんえきどくそ、英: immunotoxin）は、標的部分に毒素を結合させた人工タンパク質である。このタンパク質が細胞に結合すると、エンドサイトーシスによって取り込まれ、毒素がその細胞を死滅させる。これらは、ある種の癌やいくつかのウイルス感染症の治療に使用される。

## 設計
これらのキメラタンパク質は通常、修飾された抗体または抗体の断片が毒素の断片に結合したものである。標的部分は、特定の細胞型を標的とする抗体のFab部分で構成されている。毒素は通常、細菌または植物のタンパク質に由来する細胞毒性タンパク質であるA-B型毒素で、天然の結合領域が除去されているため、可変領域（Fv）が毒素を標的細胞上の抗原に誘導する。
毒素と成長因子を含む組換え融合タンパク質は、抗体フラグメントを含まないものの、組換え免疫毒素と呼ばれることもある。この後者の種類のタンパク質のより具体的な名称は、組換え融合毒素である。

## 製造
それらは元々は、化学リンカーを使用して抗体を毒素に結合させることで作られていた。現在では組換えDNA技術を用いて作られ、大腸菌などの細菌で作られた組換え免疫毒素（英: recombinant immunotoxins）と呼ばれる。

## 機能
その抗体（または他の標的部位）が標的細胞上の抗原に結合し、毒素が細胞内に入り込んで細胞を死滅させる。

## 臨床応用
最高の臨床的成功は、難治性の有毛細胞白血病患者の治療において達成された。患者には、これらの白血病細胞の細胞表面受容体CD22を標的とした組換え免疫毒素が投与された。2つの非対照臨床試験では、BL22治療後に約半数の被験者が完全寛解を示した。この治療法は、若干の変更されたバージョンであるHA22に取って代わられた。
最近行われたResimmuneの第I相試験では、9人の皮膚T細胞リンパ腫患者のサブグループで89％の奏効率が認められた。このサブグループは、mSWATスコアが50未満のステージIB-IIBであった。完全奏功率は50％であった（そのうちの2つは72ヶ月以上継続していて、治癒を示す可能性がある）。

## 参照項目
- デニロイキン ジフチトクス-  T細胞白血病の治療に用いられる免疫毒素
- Resimmune（英語版）またはA-dmDT390-bisFv(UCHT1) - 皮膚T細胞リンパ腫（英語版）および転移性黒色腫を治療するための臨床試験が行われている実験的抗T細胞免疫毒素。
- 抗CD22免疫毒素（英語版） - 有毛細胞白血病で試験中
- 抗体-薬物複合体 - ほとんどが免疫毒素であるが（すべてではない）、抗体全体と非タンパク質の薬剤を使用する。
- Immunopharmacology and Immunotoxicology（英語版） (医学雑誌)